# Marie-Claude Bomsel
Marie-Claude Dominique Bomsel-Demontoy (Versalles, 7 de julio de 1946) es una médica veterinaria especializada en animales salvajes, naturalista, etóloga, profesora universitaria e investigadora francesa. Dirigió la Ménagerie du Jardin des Plantes (parque zoológico público en París) y es profesora honoraria en el Museo Nacional de Historia Natural de Francia.
También es comentarista de vida silvestre en el programa C'est au program en France 2 y en otros programas donde varios periodistas le hacen preguntas sobre temas de animales. Es la presidenta del Instituto Jane Goodall Francia. 

## Biografía
Proveniente de un entorno burgués de la ciudad de Versalles, Marie-Claude Bomsel ha sido una apasionada de los animales desde su infancia en Chesnay y desde pequeña deseó convertirse en veterinaria. Su padre comerciante se interesaba en la práctica de deportes y en visitar museos y zoológicos, y su madre ecologista y amante del naturismo.
En 1969 ingresó en la Escuela Nacional de Veterinaria Maison-Alfort en un grupo de ocho mujeres y cien estudiantes hombres. Después de graduarse, trabajó durante unos meses en zonas rurales de Francia, antes de volar a la República Centroafricana con su esposo. Cuando el gobierno de Bokassa decidió deportar a los extranjeros residentes, regresó a Francia, donde obtuvo una pasantía en el parque zoológico de Vincennes.
Luego trabajó en el Jardin des Plantes en París, donde dirigió la Ménagerie (jardín zoológico) desde 1981 hasta 1989 y de 2001 a 2004. Desde entonces, trabaja como profesora en el Museo Nacional de Historia Natural de Francia en el seno del Departamento de Jardines Botánicos y Zoológicos.
Escribió setenta y nueve artículos sobre mamíferos para el suplemento de la enciclopedia francesa Encyclopædia Universalis publicado en 1999, llegando a 112 contribuciones en la versión en línea.
Realiza crónicas sobre divulgación del comportamiento animal en el programa C'est au program en el canal France 2.
Preside el Instituto Jane Goodall en Francia.

## Premios y reconocimientos
En 2004 ha recibido la distinción de Caballero de la Legión de Honor.